# Consorzio Alfa Reggiane Isotta Mailand
Il CARIM, ovvero il Consorzio Alfa Reggiane Isotta Mailand, era un  consorzio sorto durante la seconda guerra mondiale per ordine del ministero per la produzione bellica germanico RUK (Reichministerium fur Rustung und Kriegproduktion).
Era intenzione del RUK costruire due grandi stabilimenti in grotta che fossero completamente sicuri da attacchi aerei: uno a Riva del Garda (stabilimento X) e uno a Costozza (stabilimento C). Detti stabilimenti dovevano produrre gruppi completi di propulsione su licenza Daimler-Benz per aeromobili in misura di mille unità al mese ma anche alberi motore. Per poter eseguire questo programma venne costituito un consorzio tra l'Alfa Romeo, l'Isotta Fraschini e le Reggiane, che prese il nome di CARIM. In realtà buona parte della produzione veniva distrutta una volta uscita dalla fabbrica.